# أحمد بايتورسينوف
أحمد بايتورسينوف (بالكازاخية: Ахмет Байтұрсынұлы) (ولد بأوبليس كوستناي في 28 يناير 1873 - قتل في 8 ديسمبر 1937)، نَحْوي، شاعر ومدافع عن استقلال بلاده أوائل القرن العشرين.

## السيرة الذاتية

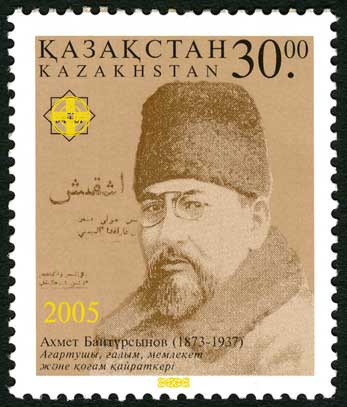
طابع بريدي بكازاخستان يحمل صورة بايتورسينوف (2005)

تلقى بايتورسينوف تعليمه الثانوي في مدرسة المعلمين بأورينبورغ. تخرج في عام 1895 ودرس في عدة مدن بكازاخستان، بما في ذلك أكتوبي، كوستناي وكاركارالينسك.
في عام 1895 نشر بايتورسينوف مقالته الأولى، «أقوال وأمثال كازاخية» (Kirgizskie primety i poslovitsy) في صحيفة إقليمية. عندما جاء إلى أورالسك في عام 1905، تعاون مع مواطنيه لتشكيل فرع كازاخي للحزب الدستوري الديمقراطي. وربما هذا الانخراط السياسي أدى إلى اعتقاله ونفيه في أورينبورغ إلى عام 1909.
هناك بدأ في كتابة مقالات لآي كاب. هو أيضا رئيس تحرير كازاك (Qazaq)، صحيفة محلية كازاخية، ونشر مجموعته «أربعون مثلا» (Qyryq Mysal). ومن بين مؤلفاته في هذه الفترة، يجب أن نذكر ترجمته للكازاخية خُرافات الروسي ايفان كريلوف. في عام 1911 قدم بايتورسينوف للصحافة أول اختبار سياسي حقيقي «البعوضة» (Masa).